# Жолудниця європейська

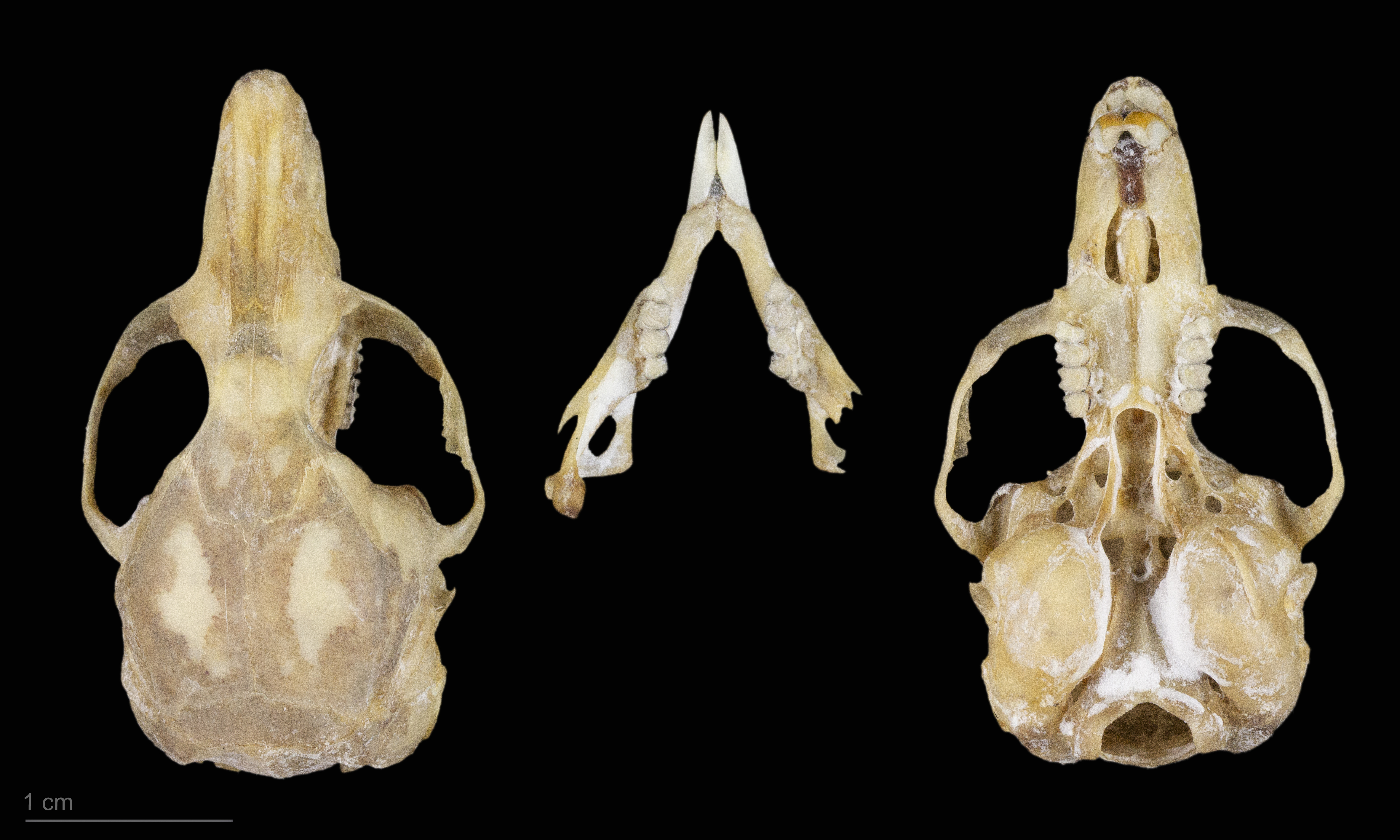
Eliomys quercinus - Тулузький музей

Жолудниця європейська, соня садова, че́ртіж (Eliomys quercinus) — гризун родини вовчкових (Gliridae).

## Поширення серед світу
Країни проживання: Андорра, Австрія, Білорусь, Бельгія, Боснія і Герцеговина, Хорватія, Чехія, Естонія, Фінляндія, Франція, Німеччина, Італія, Латвія, Люксембург, Молдова, Нідерланди, Польща, Португалія, Румунія, Російська Федерація, Словаччина, Словенія, Іспанія; Швейцарія, Україна. Висота проживання: від рівня моря до 2000 м.
Його основне середовище проживання це ліси (хвойні, листяні та мішані), хоча іноді зустрічається в садах і городах. Він менш деревний, ніж деякі інші види родини, і часто зустрічається на землі в скелястих районах, тріщини в кам'яних стінах, і навіть в будинках.

## Жолудниця європейська в Україні
В Україні знахідки виду відомі у Черкаській, Київській, Рівненській і Закарпатській областях. Ареал інтенсивно скорочується зі сходу й з півдня. Вид найімовірніше зберігся на Волині та у Центральному Поліссі. Причини зміни чисельності: суттєве скорочення площ природних деревостанів, поширення лісових монокультур та масштабні санітарні рубки, спрямовані на знищення дуплистих дерев.

## Зовнішня будова
Голова та тіло довжиною від 10 до 15 см, хвіст довжиною від 8 до 14,5 см. Вага від 60 до 140 г. Хутро від сірого або коричневого кольору, з білим низом. Жолудниця європейська може бути позначена чорними плямами навколо очей, має відносно великі вуха, коротке волосся і білий кінчик хвоста. Хвіст вкритий густою шерстю, ступні широкі з великими мозолями.

## Поведінка
Вид нічний, спить у сферичних гніздах на деревах протягом дня. Вночі вони шукають їжу, в основному їдять більше комах, таких як коники, жуки та равлики, також яйця птахів, молодих пташенят, невеликих мишей і павуків, також споживає ягоди, фрукти й горіхи. Хоча жолудниця європейська всеїдна, раціон містить трохи більше тваринного білка, ніж рослинності. На зиму впадає в сплячку. Зимові гнізда влаштовує у дуплах або норах. Живуть до 3-5 років.

## Відтворення
Шлюбний період триває з квітня по червень. У цей час самиця вказує про свою готовність до спаровування скрипучим голосним звуком. Молодь зазвичай народжуються в виводках від трьох до семи, після вагітності періодом 23 днів. Сліпі й голі при народженні, вони відкривають очі приблизно через 18 днів, і годуються молоком місяць. Вони стають самостійними у віці двох місяців, але не досягають статевої зрілості до наступного року. Вони мають тривалість життя близько п'яти років. Не є незвичайним для цих тварин їсти нещасних суперників під час шлюбного сезону. Канібалізм спостерігається також іноді, коли тварина виходить зі сплячки.

## Загрози та охорона
Було висловлено припущення, що вид перебуває під загрозою в деяких областях (особливо Корсика) через пряму конкуренцію з пацюком Rattus norvegicus. У деяких районах садів, вид вважається шкідником. Він занесений до Додатка III Бернської конвенції. Зустрічається в багатьох охоронних територіях, проте в Україні — на жодній. Вид включений до Червоної книги України (2009).

## Галерея

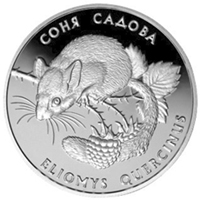
Монета номіналом 2 гривні із зображенням жолудниці європейської
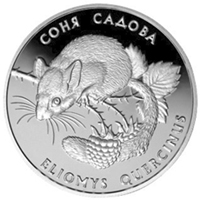
Срібна монета номіналом 10 гривень із зображенням жолудниці європейської